# 最初の晩餐
『最初の晩餐』（さいしょのばんさん）は、2019年公開の日本映画。監督は常盤司郎、主演は染谷将太。
一家の大黒柱である父親の通夜が行われた日の夜に出された父親の思い出のレシピを巡り、家族さえ知らなかった一家の大黒柱の秘密が少しずつ明かされていくさまを描く。

## あらすじ
父が亡くなった。久しぶりに顔を合わせた麟太郎と美也子の姉弟は、通夜の席に臨む。しかし、美也子が予約していたふるまいの仕出しが届かない。母のアキコが仕出しを断っていたのだ。アキコはふるまいの料理は故人の遺言で自分が作ると言う。
そして最初にできてた料理は目玉焼きだった。麟太郎はその目玉焼きに覚えがあった。それは父が新しい母を連れてきた日の記憶で、盲腸で入院した母の代わりに父が子供たちに初めて作った料理だった。次に出てきた味噌汁は、合わせ味噌の味噌汁で、家庭の味をめぐって赤味噌か白味噌かでひと悶着あった味噌汁だった。いろんな料理を通して家族はだんだん一つになっていく。麟太郎と美也子は、新しい兄・シュンと、まるでもとからの兄弟のように親しんでいた。そんなときが５年続いたある日、兄が突然家を出ていく。なにも知らされることのなかった麟太郎と美也子には、到底理解できることではなかったし、家族というものに対する不安を心に残すことになった。
７年間音信不通だったその兄が、父の通夜の席に戻ってきた。兄は父が家で最後の食べたというすき焼きを作り始める。

## キャスト
- 東麟太郎：染谷将太
- 北島(東)美也子：戸田恵梨香[2]
- 東シュン：窪塚洋介[2]
- 東アキコ：斉藤由貴[2]
- 東日登志：永瀬正敏[2]
- 東美也子（少女時代）：森七菜
- 東シュン（青年時代）：楽駆
- 東麟太郎（少年時代）：牧純矢
- 東麟太郎（少年時代）：外川燎
- 東盛一： 池田成志
- 木村善男： 菅原大吉
- 北島康介：カトウシンスケ
- 小畑理恵：玄理
- 井住：山本浩司
- 小野寺法正（坊主）：小野塚勇人
- 拓二：奥野瑛太
- 床屋のおじさん：諏訪太朗
- 三岡（声のみ）：平原テツ
- 木村信子：渡辺杉枝
- 木村健男：西原誠吾
- 木村仁美：美智
- 東ナオト：大迫芽生
- 北島美姫：堰沢結愛
- 北島大輔：潤浩
- 葵：塩沢結由
- 医師：岩谷健司
- アキコの元夫：山本修夢
- 食堂の店員：真下有紀
- 杏子：東野瑞希
- 小学校の先生：大辻賢吾
- 台風中継のアナウンサー（声のみ）：千広真弓

## スタッフ
- 監督・脚本・編集：常盤司郎
- 音楽：山下宏明
- 企画・プロデューサー：杉山麻衣
- プロデューサー：森谷雄、鈴木剛
- 共同企画：中川美音子
- 撮影：山本英夫
- 照明：小野晃
- 美術：清水剛
- 装飾：澤下和好
- 録音：小宮元
- 整音：横田智昭
- 衣装：宮本茉莉
- ヘアメイク：橋本申二
- 小道具：尹恵嫄
- フードコーディネーター：赤堀博美
- VFX：本田貴雄
- 助監督：丸谷ちひろ
- 制作担当：金子堅太郎
- 山岳コーディネーター：大森義昭
- 音楽プロデューサー：鮫島充
- 協力：信州上田フィルムコミッション、上田市、上田市のみなさん
- 配給：KADOKAWA
- 宣伝：ミラクルヴォイス
- 製作プロダクション：アットムービー
- 製作：『最初の晩餐」製作委員会（LDH JAPAN、KADOKAWA、ポニーキャニオン、ローソン、アットムービー）

## 受賞
- 第34回高崎映画祭[3]
  - 最優秀監督賞（常盤司郎）
  - 最優秀助演女優賞（斉藤由貴）
  - 最優秀助演男優賞（窪塚洋介）
  - 最優秀新人男優賞（楽駆）

- 第29回日本映画批評家大賞[4]
  - 主演女優賞賞（戸田恵梨香）
  - 助演男優賞（窪塚洋介）

- 第12回TAMA映画大賞[5]
  - 最優秀新進女優賞（森七菜）